# Estación de Los Ángeles (Metrorrey)
La estación de Los Ángeles pertenece a la línea 3 del metro de Monterrey. Está situada en la avenida Félix U. Gómez casi esquina con la avenida Los Ángeles, misma que le da nombre a la estación, en los límites de los municipios de Monterrey y San Nicolás de los Garza. El ícono representa la silueta de un ángel. Esta estación da servicio a las colonias Juana de Arco, Valle del Nogalar y Coyoacán. Es accesible para personas con discapacidades.

## Conectividad

### Salidas
- Norte: Av. Félix Uresti Gómez, Col. Juana de Arco. Por este sentido se tiene salida hacia Soriana Félix U. Gómez y la Central de Abastos.
- Sur: Av. Félix Uresti Gómez, Col. Coyoacán. Por este sentido se tiene salida hacia la planta Bimbo y la tienda Bimbo Go.

## Sitios de interés
- Planta Bimbo Norte Monterrey
- Tienda Bimbo Go
- Soriana Félix U. Gómez
- Central de Abastos de San Nicolás de los Garza